# Lepidasthenia medanensis
Lepidasthenia medanensis är en ringmaskart som beskrevs av Núñez, Brito och Ocaña 1992. Lepidasthenia medanensis ingår i släktet Lepidasthenia och familjen Polynoidae. Inga underarter finns listade i Catalogue of Life.